# 飲馬長城窟行
《飲馬長城窟行》，簡称《飲馬行》（「飲」，音「ㄧㄣˋ」），是中国漢朝期間的一個樂府詩詩題。

## 題目
「飲馬長城窟」，意思是戰士在長城之下駐守，尋找泉窟，以讓戰馬飲水，本為戰士艱苦的守邊生活寫照，後成為民歌。

## 水寒曲
建安七子中的陳琳有以本題作詩，俗稱《水寒傷馬骨》，簡稱《水寒曲》、《水寒行》，以一對夫婦的对话写成，風格極為接近乐府民歌，充滿了反戰意識，質樸勁力。
飲馬長城窟，水寒傷馬骨。往謂長城吏，慎莫稽留太原卒！官作自有程，舉筑諧汝聲。男兒寧當格鬥死，何能怫鬱築長城！
長城何連連，連連三千里。邊城多健少，內舍多寡婦。作書與內舍，便嫁莫留住。善待新姑嫜，時時念我故夫子！

報書往邊地，君今出語一何鄙？身在禍難中，何為稽留他家子？生男慎莫舉，生女哺用脯。君獨不見長城下，死人骸骨相撐拄？結髮行事君，慊慊心意關。明知邊地苦，賤妾何能久自全？

## 饮马长城窟行（青青河畔草）
《青青河畔草》訴說一名女子與夫婿分離兩地的相思之情。《昭明文選》題為「樂府古辭」，作者不詳其名。玉臺新詠題為蔡邕所作。今日學者認為是經過文人潤飾的民歌。
青青河畔草，綿綿思遠道。

遠道不可思，夙昔夢見之。

夢見在我傍，忽覺在他鄉。

他鄉各異縣，輾轉不相見。

枯桑知天風，海水知天寒。

入門各自媚，誰肯相為言。

客從遠方來，遺我雙鯉魚。

呼兒烹鯉魚，中有尺素書。

長跪讀素書，書中竟何如。

上言加餐食，下言長相憶。